# Hof van Wouw
De Hof van Wouw in Den Haag is een hofje uit de 17e eeuw.

## Cornelia van Wouw
Jacobus van Wouw was burgemeester van Den Haag. Zijn kleindochter Cornelia van Wouw (1601-1681) overleed ongehuwd, maar had in 1647 een stichting van liefdadigheid opgericht, waaraan zij haar hele vermogen naliet. Dit gebeurde nadat zij schijndood was aangetroffen en daarna in de reeds gesloten grafkist weer tot leven was gekomen. Dit kwam doordat een dienstmeisje (Elsje Ariëns) niet wilde geloven dat Cornelia echt dood was. Als dank is zij tot eerste portierster benoemd. Van dit vermogen kregen de bewoonsters elke maand een kleine uitkering en werd het onderhoud van de gebouwen betaald. De stichting heet De Hof van Wouw, bestemd voor de huisvesting van minvermogende alleenstaande vrouwen van protestants-christelijke huize van 50 jaar of ouder. Zelf woonde zij er tot haar overlijden op 25 september 1681. Cornelia bepaalde dat nazaten van haar broers en zusters als het College van Regenten in het bestuur moesten zitten, steeds een regent en twee regentessen, en bijgestaan door twee toeziend regenten, waarvan een notaris van de stichting is.
 Op haar verzoek geeft de stichting ieder jaar rond haar verjaardag een diner voor de bewoners. Het portret van Cornelia van Wouw hangt boven de schouw in de regentenkamer. Het werd in 2014 gerestaureerd.

## De huizen

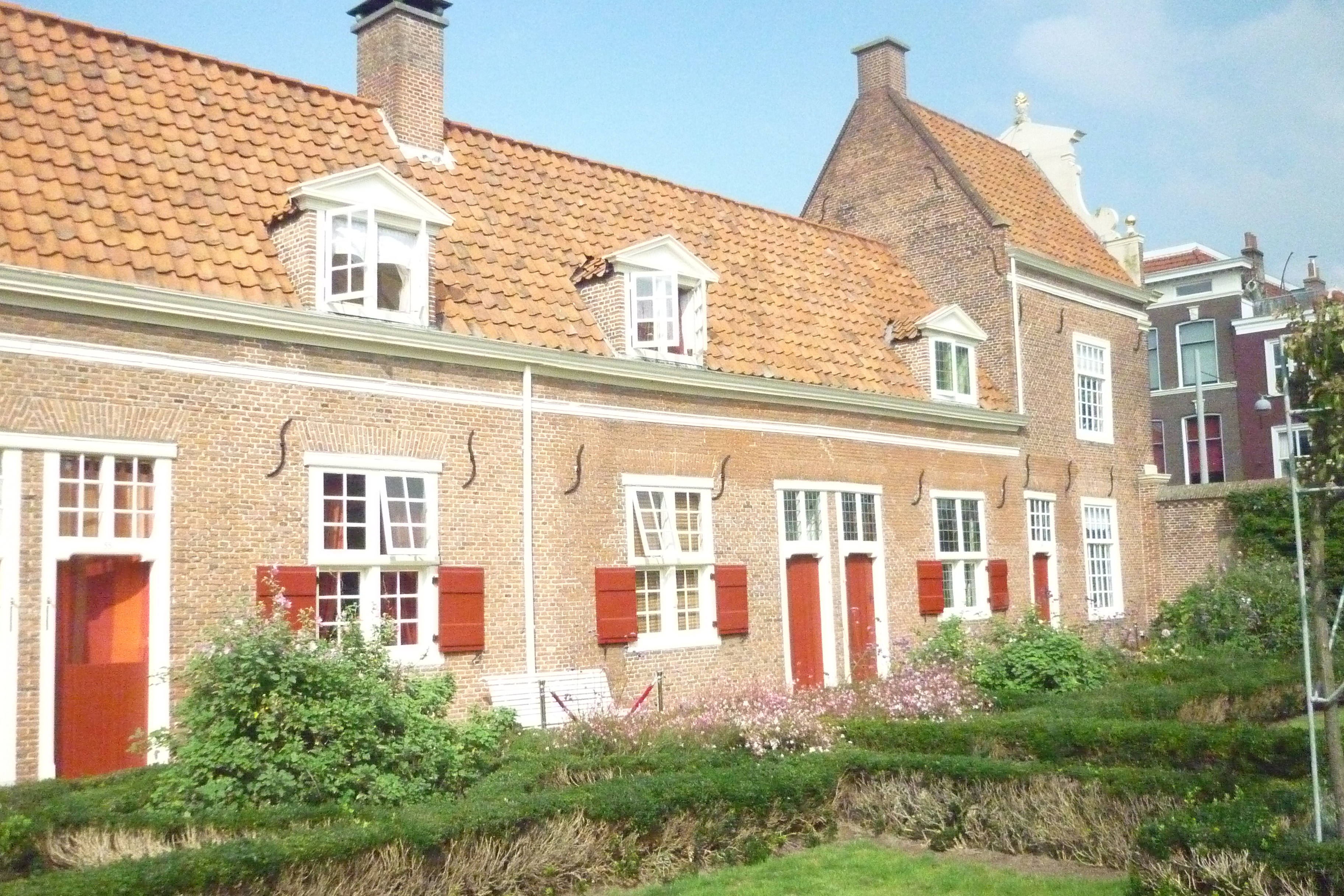

Aan de Lange Beestenmarkt in Den Haag is een poort die toegang geeft tot De Hof van Wouw. Erboven is, net als op de pomp in de tuin, een afbeelding van een zwaan met halsband (hier in de vorm van een kroontje), hetgeen aangeeft dat de familie Van Wouw in de 17de eeuw  het recht had zwanen te houden. Er zijn 17 huisjes, w.o. rechts naast de poort het regentenhuis en links het beheerdershuis. Het uiterlijk van de huisjes is 17de-eeuws, hetgeen vooral te zien is aan de oorspronkelijke ramen, maar binnen zijn wel enige aanpassingen verricht. Beneden was een kamer met bedstee en een turfhok. Er was geen stromend water, dus de bewoonsters gebruikten de pomp in de tuin. Ook de twee privaten waren buiten.  In 1904 kwamen er sanitaire voorzieningen. De huisjes werden aangesloten op het gemeentelijk riool, en de privaten werden weggehaald.
De Hof is gemeentelijk monument, met uitzondering van twee verhuurde woningen die rijksmonument zijn en als gift in 1998 aan de Stichting werden toegevoegd. Een van deze woningen, Cornelia's Tuinhuis, wordt verhuurd als Bed & Breakfast, waarvan veel buitenlandse bezoekers in de zomermaanden gebruik maken. Deze verhuur genereert de aanvulling op de benodigde gelden voor het onderhoud van de Hof.
In 1955-1960 en 1989-1997 is er veel gerestaureerd en gerenoveerd. Van de bedstee werd een keuken gemaakt, en het turfhok werd een opslagplaats.  Oorspronkelijk was de zolder ongebruikt, maar daar werd een slaapkamer met doucheruimte aangelegd. Het dak werd in 2012 geïsoleerd. Met het dagelijks beheer van de Hof en de tuinen is een echtpaar belast. De vrouw wordt de 'binnenmoeder' genoemd, en zorgt ook voor tijdelijk-zieke bewoonsters.

## De tuinen
Er zijn twee tuinen. De eerste tuin is tussen de huisjes, de tweede tuin, de Tuin der Hesperiden, ligt achter de huisjes en is toegankelijk door een poort die tegenover de hoofdingang is.
De huisjes staan rondom de met buxusperken en rozen beplante tuin. Rondom is een deel is als moes- en kruidentuin aangelegd. In het midden staat nog de oude pomp, die in 1959 werd gerestaureerd.   Ieder huis kreeg een eigen aangebouwd privaat. Tijdens de restauratie van de Hof in de 50'er jaren is de tuin door tuinarchitecte Catharina Polak Daniels (1904-1989) heringericht naar 17de-eeuws ontwerp. Dit ontwerp is tijdens de tweede restauratie verder uitgebreid.

### Tuin der Hesperiden
Bij de oprichting van de Hof werd achter de huisjes een bloemen- en moestuin aangelegd voor Cornelia van Wouw en haar familie. In de aurantium staan onder andere twintig soorten citrusbomen. Verder zijn er lei-peren, vijgen, moerbeien enz.

### Tuindagen
De tuin wordt 's woensdags onderhouden door enkele vrijwilligers. Een paar keer per jaar worden de tuinen opengesteld voor het publiek. De ingang van de tuin is aan de Brouwersgracht 30 en is alleen geopend tijdens de tuindagen. Er wordt dan entreegeld gevraagd ten gunste van het onderhoud, en er worden producten verkocht gemaakt van de opbrengst van de moestuin en vruchtenbomen.

## De tuinkamer
De tuinkamer is enkele jaren geleden door de familie aangekocht. In de tuinkamer worden ontvangsten georganiseerd en toneelvoorstellingen gegeven. Zo heeft de stichting 'Het portret spreekt' in maart 2008 een voorstelling gegeven over Amalia van Solms. De opbrengst van het gebruik van de tuinkamer gaat naar het onderhoud van De Hof.